# 片岡我當 (2代目)
二代目 片岡我當（にだいめ かたおか がとう、天保10年〈1839年〉 - 明治4年11月22日〈1872年1月2日〉）とは、幕末から明治初期にかけての歌舞伎役者。屋号松嶋屋、俳名は我堂・芦燕。定紋は七つ割り丸に二引。

## 来歴
絵師の亀屋吉兵衛の次男。はじめ四代目三枡大五郎の門人となって三枡梅丸と名乗る。嘉永4年（1851年）、二代目片岡我童（のちの八代目片岡仁左衛門）の養子となり片岡待之助と改名、その後養父とともに江戸に下り、安政3年（1855年）江戸で二代目片岡我當を襲名。文久2年（1862年）大坂に戻り、以後は上方の舞台で活躍する。和事が得意で将来を嘱望されたが早世した。享年33。死後三十六年を経た明治40年（1907年）、九代目片岡仁左衛門を追贈されている。兄に初代三枡稲丸（京枡屋梅笑）、弟に三代目片岡市蔵がいる。